# Gaowu
Gaowu (kinesiska: 高屋乡, 高屋) är en socken i Kina. Den ligger i provinsen Sichuan, i den sydvästra delen av landet, omkring 170 kilometer sydost om provinshuvudstaden Chengdu. Antalet invånare är 10 406. Befolkningen består av 5 007 kvinnor och 5 399 män. Barn under 15 år utgör 20,0 %, vuxna 15-64 år 64 %, och äldre över 65 år 14,0 %.
Genomsnittlig årsnederbörd är 1 416 millimeter. Den regnigaste månaden är september, med i genomsnitt 262 mm nederbörd, och den torraste är december, med 15 mm nederbörd.